# 矢崎美盛

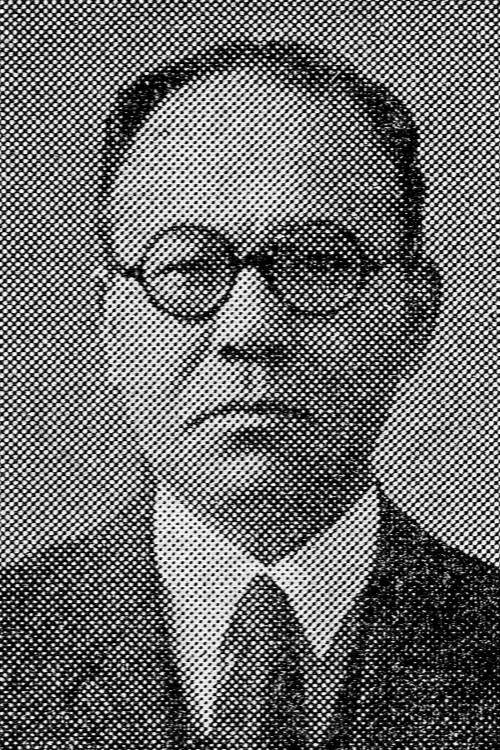
矢崎美盛

矢崎 美盛（やざき よしもり、1895年〈明治28年〉8月13日 - 1953年〈昭和28年〉4月7日）は、日本の哲学者、美術史家。

## 来歴
山梨県東山梨郡八幡村（現山梨市）出身。1916年第一高等学校卒業後、1933年東京帝国大学文学部哲学科卒業。1923年フランス、ドイツ、イタリアに留学し、1925年法政大学教授。1927年九州帝国大学助教授、1935年同教授。1948年東京大学文学部教授となり、美学や美術史を講じた。皇太子への進講のほか、大正大学、東北大学、法政大学、早稲田大学の講師を兼任した。1952年、病気のため職を辞し、翌年4月7日胃がんのため死去。

## 著書
- 『現代哲学思潮』改造社、1923
- 『西洋哲学史』文信社、1927
- 『ヘーゲル精神現象論』岩波書店（大思想文庫）1936
- 『様式の美学』創元社、1944
- 『唯物論史』斎藤書店、1948
- 『アヴェマリア マリアの美術』岩波書店、1953

### 共著
- 『絵画の見かた 画家と美学者との対話』中村研一 岩波新書、1953
- 『少年美術館 西洋美術のながれ』児島喜久雄、安井曽太郎共編 岩波書店、1959